# Mohammed Fuaad Omar
Mohammed Fuaad Mohammed Omar, mais conhecido como Mohammed Fuaad Omar (13 de março de 1989), é um futebolista iemenita que atua como Zagueiro. Atualmente, joga pelo Muaither.

## Carreira Internacional
Ele fez sua estréia para o Seleção Iemenita de Futebol em 9 de dezembro de 2012 em uma partida contra o Bahrein durante a Copa de WAFF de 2012.